# Телеспектакль
С развитием телевидения появился жанр телевизионного спектакля, или телеспектакля. В СССР первый телевизионный спектакль был показан в 1938 году, но, поскольку видеозапись ещё не практиковалась, телевизионные спектакли, как и театральные, вплоть до начала 1950-х годов разыгрывались непосредственно в эфире. Лишь в 1950-х годах появилась возможность записи телеспектаклей на киноплёнку при помощи кинорегистраторов. Именно в этот период, в годы «оттепели», родился телевизионный театр как таковой.
Редакция литературно-драматического вещания, созданной в 1951 году Центральной студии телевидения, знакомила зрителей со спектаклями, идущими на сценах известных театров. Некоторые из этих спектаклей шли в прямой трансляции со сцены или из телевизионной студии. Некоторые записывались и адаптировались в соответствии с телевизионной спецификой. Помимо них она и сама стала готовить спектакли-телепостановки, которые позже стали называться телеспектаклями. Сначала они шли в прямом эфире (иногда одновременно с эфиром велась запись с экрана кинескопа), а позднее стали преимущественно записываться на плёнку, монтироваться, озвучиваться.
Телевизионный спектакль (телеспектакль) как жанр зародился в американской телевизионной культуре.
Литературным произведением, положенным в основу телеспектакля, может быть как пьеса, написанная специально для телевидения, так и опубликованная театральная пьеса (иногда проводится её адаптация для телевидения, но бывает, что телевизионная редакция не отличается от театральной, или почти не отличается). Кроме того, телеспектакль может быть поставлен по литературному сценарию, написанному по мотивам повести, романа или произведения другого жанра.
Телевизионные спектакли ставили, как правило, театральные режиссёры (в том числе Анатолий Эфрос и Георгий Товстоногов) или специально работавшие на телевидении режиссёры с театральным образованием и опытом, в различной степени, иногда очень скромной, используя возможности телевидения (или кинематографа), прежде всего крупный план. И если театральный режиссёр в советские времена (когда актёры не могли работать в разных театрах одновременно) был ограничен труппой конкретного театра, то режиссёр-постановщик телеспектакля мог приглашать актёров разных театров и даже киноактёров.
Как и театральные, телевизионные спектакли разыгрывались в целом в замкнутом пространстве, в близких к театральным и достаточно простых декорациях, иногда и в интерьерах; в телеспектакль могли быть вмонтированы и натурные съёмки. «Определения, что такое телеспектакль, с которым бы согласились все, — пишет Б. С. Каплан, — нет. Многое было обусловлено приказом, по которому спектакль запускался в производство. От того, по какому „ведомству“ значился спектакль, зависело количество оплачиваемых репетиций, съёмочных дней, состав творческой бригады, оплата участников…» Спорным, в частности, был вопрос о допустимости в телеспектакле натурных съёмок — их отсутствие поначалу считалось формальным отличием спектакля от телефильма. Со временем выезды на натуру стали нормой и для телеспектаклей, а отличием от фильма уже считалось их количество. Грань порою оказывалась очень тонкой, а отнесение произведения к жанру телеспектакля, а не телефильма — достаточно условным.
На начальной стадии становления значительное место в репертуаре телевизионного театра отводилось документальной драме; для таких спектаклей существовали рубрики «Литературный театр», «Поэтический театр», «Письма, документы, воспоминания». Отдел русской и зарубежной классики специализировался преимущественно на инсценировках недраматических произведений, создавались спектакли по рассказам А. П. Чехова, повестям А. С. Пушкина и Н. В. Гоголя, романам Т. Манна, Ч. Диккенса, Ф. М. Достоевского и многим другим классическим произведениям. Ставились и театральные пьесы, иногда специально адаптированные для телеэкрана. Со временем у телевизионного театра появились и собственные пьесы; так, О. и А. Лавровы специально для него писали сценарий сериала «Следствие ведут ЗнаТоКи», который изначально задумывался и запускался в производство как многочастный телевизионный спектакль, а М. Анчаров написал телевизионную повесть «День за днём», на основе которой также был создан популярный в начале 1970-х годов многосерийный телеспектакль. Полноправной участницей телевизионных спектаклей становилась музыка, которую писали специально для них ведущие композиторы советской эпохи, в том числе А. Шнитке, Э. Артемьев, Э. Денисов и Д. Тухманов.
Далеко не все относились к телевизионному театру благожелательно. Так, по воспоминаниям В. Козловского, Юрий Завадский, художественный руководитель Театра имени Моссовета, запрещал своим артистам участвовать в телеспектаклях и говорил С. Лапину: «Зачем вам делать свои плохие спектакли, когда вы можете получить прекрасные спектакли московских театров». Однако, по свидетельству Козловского, и с театрами всё было непросто: они «требовали денег, как за несколько полных сборов (аншлагов), да и только тогда, когда спектакль уже умирал естественной смертью и сходил со сцены», — и телевидение обычно не дублировало репертуар драматических театров. Между тем дополнительным стимулом для развития жанра телеспектакля стал именно конфликт с театрами, увидевшими в телевидении мощного конкурента, снижавшего кассовые сборы: если в первой половине 1950-х годов по телевидению показывали от трёх до шести театральных спектаклей в неделю (вместе с повторами), то начиная с 1960-х годов они появлялись на голубых экранах всё реже и реже, и теперь это были по преимуществу спектакли не столичных, а республиканских и областных театров. Телевизионным спектаклям, таким образом, пришлось заполнять образовавшуюся брешь.
Владимир Саппак, первый теоретик телевидения как самостоятельного вида искусства, писал: «Театр телевизионного экрана — театр органически современный. Это касается и репертуара, и манеры, и всего строя, даже антуража любой из передач». По свидетельству Александра Белинского, на либеральном Ленинградском телевидении, выпускавшем в 1960—70-х годах до двадцати спектаклей в год, режиссёры были свободнее в выборе драматургического материала. Театральным режиссёрам телевидение, таким образом, предоставляло возможность реализовать замыслы, которые в театре по тем или иным причинам осуществиться не могли, актёрам — сыграть роли, которые им не довелось играть на сцене, а зрителям — увидеть пьесы, которые не идут в театрах, режиссёрские и актёрские работы, которым в театрах не нашлось места. Когда Павел Луспекаев из-за болезни ног был вынужден покинуть театральную сцену, он нашёл себе прибежище на телевидении, сыграв во многих телевизионных спектаклях, в том числе в «Мёртвых душах» и «Жизни Матвея Кожемякина» А. Белинского.
В «золотой фонд» телевизионного театра вошли телеспектакли «Всего несколько слов в честь господина де Мольера» и «Страницы журнала Печорина» А. Эфроса, «Вишнёвый сад» Л. Хейфеца, «Безобразная Эльза» П. Хомского, «Как важно быть серьёзным» А. Белинского, балетный спектакль А. Белинского и В. Васильева «Анюта» и многие другие.
В годы реформ жанр телеспектакля был забыт. «Поэтика малого экрана, — пишет Е. Гальперина, — отступила под мощным натиском средств массовой информации». Ещё раньше он умер — по тем же причинам — в Соединённых Штатах. В 2004 году телеканал «Культура» попытался его возродить, осуществив постановки пяти небольших спектаклей; Михаил Козаков в том же году поставил полноценный телевизионный спектакль «Медная бабушка» по пьесе Л. Зорина. Однако эти опыты вызвали сомнения как в самой возможности возрождения жанра в его прежнем виде, так и в принадлежности новых постановок к жанру телеспектакля.